# Jacques-Olivier Ribault
 (septembre 2024).
Jacques-Olivier Ribault est un homme politique français né le 12 juin 1747 à Dinan (Bretagne) et mort le 11 octobre 1819 à Dinan.

## Biographie
Homme de loi à Saint-Brieuc au moment de la Révolution, il devient juge au tribunal de district, administrateur du district et juge au tribunal départemental. Il est élu député des Côtes-du-Nord au Conseil des Cinq-Cents le 25 germinal an VII. Rallié au coup d'État du 18 Brumaire, il est nommé juge au tribunal criminel de Saint-Brieuc en 1800, puis conseiller à la cour d'appel de Rennes en 1811.

## Sources
- « Jacques-Olivier Ribault », dans Adolphe Robert et Gaston Cougny, Dictionnaire des parlementaires français, Edgar Bourloton, 1889-1891 [détail de l’édition]